# 文化資本
文化資本（法語：le capital culturel）是一種已被廣為接受的社會學概念，由皮耶·布迪厄首先提出。布迪厄和讓–克洛德·帕斯隆於《文化再製與社會再製》一書中首次使用到了此一名詞。在本書中，他試圖去說明法國在1960年代間教育支出的不同。之後經過了再次地闡述和發展之後，文化資本在《資本的形式》（The Forms of Capital）中被指為另一個形式的資本，並在《國家貴族》（The State Nobility）中被指為較高等的教育。對於布迪厄來說，資本在一個交易系統中扮演著一種社會關係，而且這一詞並延伸至指所有不論是物質性的或是象徵性的商品，那些商品是稀有的且在特定的社會組成之下是值得去追尋的。而文化資本即是指包含了可以賦予權力和地位的累積文化知識的一種社會關係。

## 和其他類型的資本之間的關係
在《資本的形式》中，布迪厄區分出了四種類型的資本：
- 經濟資本：對經濟資源（錢、財物）的擁有。
- 社會資本：群體上的資源、關係、影響與扶持的網絡。布迪厄定義社會資本為「擁有相識和認可等多少有些制度性關係的堅固網絡，這些實際或潛在資源的總和」。
- 文化資本：知識的類型、技能、教育、任何一種個人可以讓他自己在社會上獲得較高地位的優勢，包括他人對自己高度的期許。父母給與孩子們文化資本，可以把教育體系變成舒適且熟悉的地方而使他們易於成功的態度及知識。
- 符號資本（英语：Symbolic capital）：個人的魅力、聲望以及權威和信譽（個人在信用、名望和認可上有用的資源），符號資本同時具有感受不到和感受得到的特質。

## 文化資本的類型
皮埃尔·布尔迪厄指出，文化資本包括三種子類型：具体化、客观化和制度化。
- 具体化文化资本[1]（Embodied Cultral Capital）是指被内化于个人中的文化資本，即个体所具有的，浸入身心的素质。例如基本的言行举止，或知识，技能等。
- 客观化文化资本[1]（Objectified Cultural Capital）是指个体在身外拥有的物品。如科學製置或藝術作品等物品。這些文化產品可以物理性地作為經濟資本被轉移（賣出），且「象徵性」地作為文化資本。然而，一個人雖然可以經由擁有一幅畫來得到具體文化資本，但若他有著相應類型的（因畫的轉買而可能或不會被轉移的）內含文化資本，他就可以只是「消費」這幅畫（了解其文化意涵）。
- 制度化文化资本[2]（Institutionalised Cultural Capital）是指個人所持有的文化資本在制度上被广泛認可，一般最常指的是學業證書或執照。這主要是在勞動市場裡被認知。它允許文化資本能較為簡易地被轉變成經濟資本，經由對成就在制度上的等級加以給定其金錢價值。

## 另見
- 皮埃尔·布迪厄
- 社会资本
- 文化研究
- 人力资本
- 个人资本（英语：Individual capital）

## 相關閱讀
- Cultural Reproduction and Social Reproduction Bourdieu and Passeron. In Richard K. Brown (Ed.), Knowledge, Education and Cultural Change. London: Tavistock.
- Les Trois états du capital culturel in Actes de la Recherche en Sciences Sociales, 30 (1979), pp. 3–6.
- The Forms of Capital: English version published 1986 in J.G. Richardson's Handbook for Theory and Research for the Sociology of Education, pp. 241–258.
- 0803983204&id=vl0n9_wrrbUC&dq=%22Reproduction+in+Education%22 Bourdieu,Pierre and Jean Claude Passeron, (1990) Reproduction in Education, Society and Culture, Sage Publications Inc ISBN 0803983204
- Bourdieu,Pierre (1996), The State Nobility, Translated by Lauretta C. Clough Foreword by Loic J. D. Wacquant,
- 0226785955&id=wtv6upysjjgC&dq=%22cultural+capital%22 Swartz,David (1998), Culture and Power: The Sociology of Pierre Bourdieu,  University of Chicago Press ISBN 0226785955
- 0202305244&id=_CmvGsWXwYcC&dq=%22cultural+capital%22 Farkas,George (1996), Human Capital Or Cultural Capital?: Ethnicity and Poverty Groups in an Urban School District,Publisher: Aldine Transaction ISBN 0202305244 and  （页面存档备份，存于）
- 0803976267&id=TAQ4FXkKEf8C&dq=%22The+State+Nobility+%22 Fowler,Bridget (1997), Pierre Bourdieu and Cultural Theory, Sage Publications Inc ISBN 0803976267
  - First published 1983 in German  as Ökonomisches Kapital - Kulturelles Kapital - Soziales Kapital in Soziale Ungleichheiten, edited by Reinhard Kreckel, pp. 183–198.
- The Forms of Capital
- HyperBourdieu World Catalogue) "A comprehensive, contextual and referential  bibliography and mediagraphy of all works and public statements by Pierre Bourdieu" （页面存档备份，存于）
- 0761973419&id=ACA5u-F2PlMC&pg=PA37&lpg=PA37&dq=%22cultural+capital%22&sig=Q4zsnh-3tlJ-GwSFMJGc2kA3KKI  The Sage Dictionary of Cultural Studies